# Chamaeleo
Chamaeleo är ett släkte av ödlor. Chamaeleo ingår i familjen kameleonter.
Släktets arter är ganska stora. Svansen som kan användas som gripverktyg och är ungefär lika lång som huvud och bål tillsammans. Arterna kan byta kroppsfärgen.
Utbredningsområdet sträcker sig över Afrika, Medelhavsregionen och fram till södra Asien. Dessa kameleonter lever främst i låglandet. Arterna är vanligen dagaktiva och de klättrar i växtligheten eller vistas på marken. Ofta grävs jordhålor som viloplats. Hos flera släktmedlemmar ligger mycket tid mellan parningen och äggläggningen. Hannar etablerar revir som försvaras. Flera arter äter ryggradslösa djur och arter i öknar äter även växtdelar. Medlemmar i Chamaeleo har ofta läten när de känner sig stressade. Arten Chamaeleo namaquensis kan kortvarig nå en hastighet av 5 km/h.

## Arter avChamaeleo, i alfabetisk ordning[1]
- Chamaeleo affinis
- Chamaeleo africanus
- Chamaeleo anchietae
- Chamaeleo arabicus
- Chamaeleo balebicornutus
- Chamaeleo bitaeniatus
- Chamaeleo brevicornis
- Chamaeleo calcaricarens
- Chamaeleo calyptratus
- Chamaeleo camerunensis
- Chamaeleo chamaeleon
- Chamaeleo chapini
- Chamaeleo conirostratus
- Chamaeleo cristatus
- Chamaeleo deremensis
- Chamaeleo dilepis
- Chamaeleo eisentrauti
- Chamaeleo ellioti
- Chamaeleo etiennei
- Chamaeleo feae
- Chamaeleo fuelleborni
- Chamaeleo goetzei
- Chamaeleo gracilis
- Chamaeleo harennae
- Chamaeleo hoehnelii
- Chamaeleo incornutus
- Chamaeleo ituriensis
- Chamaeleo jacksonii
- Chamaeleo johnstoni
- Chamaeleo kinetensis
- Chamaeleo laevigatus
- Chamaeleo laterispinis
- Chamaeleo marsabitensis
- Chamaeleo melleri
- Chamaeleo monachus
- Chamaeleo montium
- Chamaeleo namaquensis
- Chamaeleo narraioca
- Chamaeleo ntunte
- Chamaeleo oweni
- Chamaeleo pfefferi
- Chamaeleo quadricornis
- Chamaeleo quilensis
- Chamaeleo roperi
- Chamaeleo rudis
- Chamaeleo ruspolii
- Chamaeleo schoutedeni
- Chamaeleo schubotzi
- Chamaeleo senegalensis
- Chamaeleo sternfeldi
- Chamaeleo tempeli
- Chamaeleo tremperi
- Chamaeleo werneri
- Chamaeleo wiedersheimi
- Chamaeleo zeylanicus